# Norm Cook
Norman Cook, detto Norm (Chicago, 21 marzo 1955 – Lincoln, 22 dicembre 2008), è stato un cestista statunitense, professionista nella NBA e in Olanda.
Era il padre di Brian Cook.

## Carriera
Venne selezionato dai Boston Celtics al primo giro del Draft NBA 1976 (16ª scelta assoluta).
Con gli Stati Uniti ha disputato i Giochi panamericani di Città del Messico 1975.